# 向拱
向拱（912年—986年），字星民，怀州河内县（今河南沁阳）人，中国五代、北宋大臣、将领。原名向训，为周恭帝避讳改名。
向训年轻时倜傥自负。二十多岁时，听说刘知远在晋阳招天下之士，将往归附。中途遇到盗贼，见向训相貌雄伟，认为他是富家子，跟着他，想要劫夺他的财物。向训发觉后，走到石会关，杀所乘之驴买酒宴请里中豪杰，告诉他们原因，于是他们都派出丁壮护送向训至太原。用计策向刘知远求取功名，刘知远没有采纳，于是在郭威门下作为宾客。郭威领节度使，以向训知客押牙。
郭威即位，授为宫苑使。广顺年间，转任皇城使，出监昭义屯军。北汉人领马步十五都前来攻打，向训与巡检陈思迎战，杀三百余人，擒获百人，包括他们的主帅王璠、曹海金，又在壶关击败北汉军。还师，一起攻打慕容彦超，被命为都监，赐给他六铢、袍带、鞍勒马、器仗，即日出发。平乱后，被任命为陕州巡检。未几，改为客省使、知陕州。
延州高允权死后，其子高绍基想要继承，于是自领节度使务。朝廷增加禁兵戍守，命向训权知州事，不久转任内客省使。请求禁止州民卖军装兵器给西方少数民族，朝廷听从。所属部落有侵盗汉人民户的，向训招来他的酋帅宴请，令他们发誓不敢侵犯。于是召拜左神武大将军、宣徽南院使。
北汉刘崇南下，周世宗于是派遣马军樊爱能、步军何徽赴泽州，令向训监护。世宗亲征，向训率领精骑居阵中。高平之战大胜，因功兼义成军节度使、河东行营前军都监。还师，出镇陈州。
后晋末年，秦州节度使何建以秦州、成州、阶州三州归降后蜀，后蜀又攻下凤州。这时候，宰相王溥推荐向训讨伐后蜀，周世宗派向训与凤翔王景率兵出大散关，连下城寨。向训改任西南面行营都监。后蜀得知凤州告急，发兵五千余人出凤州北堂仓镇路，走到黄花谷，想要断绝周军粮道。向训与王景侦知此事，命排阵使张建雄领兵二千直抵黄花谷，又派别将率领劲卒千人从敌后出击，断其归路。后蜀军被张建雄所败，逃到堂仓，张建雄和劲卒合击，擒获其监军王峦、孙韬等兵士共千五百余人。于是剑门之下，州县营寨，望风而逃，秦州、凤州、阶州、成州落入后周之手。召回东京开封府，在金祥殿设宴。赏赐袭衣、金带、银器、缯帛、鞍勒马。
显德二年（955年），周世宗亲征南唐淮南，以向训权东京留守兼判开封府事。当时扬州初平，南唐令边境出兵，计划收复。韩令坤有弃城之意，于是由驿站传递文书召向训前赴行在，拜为淮南节度使，依前宣徽使兼缘江招讨使，以韩令坤为副将。当时周兵久驻淮北，都将赵晁、白廷遇等人骄恣横暴，互相不听命令，只想着贪污，以至有人抢掠他人妻女。向训到达，杀死好几个不法之人，军中肃然。六月，追叙秦、凤之功，加检校太尉。
当时周军围寿春多年未下，江、淮充斥草寇，南唐援兵在紫金山建立营栅，与城中烽火相应。而舒州、蕲州、和州、泰州又被南唐占据。向训上书请求用扬州之军合力攻打寿春，等到寿春城破，然后再图进取。世宗听从。向训封库，交给扬州的主管者；再派本府牙将分部巡查城中。秋毫不犯，军民都很高兴。军队出发，南唐人有背着干粮来送行的。抵达寿春，与李重进合军攻城，改任淮南道招讨都监，在黄蓍砦击败二千南唐军。
周世宗再到寿州，召向训设宴赏赐非常优厚，任命他为武宁军节度使，命他领其属部驻守镇淮军。攻下寿州后，以功加同平章事、领武宁军节度使。显德四年（957年），改任归德军节度使。后周占领全部淮南，向训改任山南东道节度使，不久充任西南面水陆发运招讨使。周恭帝即位，向拱加检校太师、河南尹、西京留守。
宋朝初年，向拱加兼侍中。宋太祖征李筠，向拱在汜水迎驾，对宋太祖说：“李筠叛逆早已经显著，兵力日盛，陛下宜赶快渡河，翻过太行山，乘其没有集中而诛灭他，如果慢了则李筠声势大张，难以为力。”宋太祖听从其言，轻装兼程到达。李筠率兵南向，听说宋太祖到了，于是逃回泽州城自守，不久灭亡。
乾德初年，向拱跟随郊祀完毕，封谯国公。向拱担任河南尹十余年，专门营建园林住宅，喜好声妓，纵酒为乐，府政废弛，群盗白天抢劫。宋太祖听说大怒，让他改镇安州，命左武卫上将军焦继勋代为河南尹，对焦继勋说：“洛阳长久不治，选卿代任，不要学向拱所作所为。”
太平兴国初年，向拱进封秦国公。前来朝见宋太宗，授为左卫上将军。太平兴国八年（983年），代替王彦超判左金吾街仗事。上表献出西京长夏门北园，宋太宗下诏以银五千两补偿。雍熙三年（986年），向拱卒，年七十五岁。赠中书令。
咸平初年，宋真宗听说向拱之后有饥寒流离的人，于是录用向拱之孙向怿为国子助教。向拱的儿子向德明，官至洛苑使；向昱，大中祥符八年进士出身。向德明的儿子向悦，为虞部郎中。

## 延伸阅读
[在维基数据编辑]
 《宋史/卷255》，出自脱脱《宋史》